# Adam Bielecki
Adam Radosław Bielecki (Tychy, Polonia, 12 de mayo de 1983) es un alpinista polaco. A partir de 2011 inició la serie de ascensiones a los gigantes del Himalaya, una primera escalada el Makalu, después Gasherbrum I (2012) y en verano K2. El 5 de marzo de 2013, los polacos Maciej Berbeka, Adam Bielecki, Tomasz Kowalski y Artur Małek consiguieron la primera ascensión invernal del Broad Peak. El Broad Peak ha sido el duodécimo ochomil coronado en invierno y el décimo en ser ascendido por alpinistas polacos, auténticos especialistas en ascensiones invernales.
En 2018 Denis Urubko y Adam Bielecki logran salvar a Élisabeth Revol, montañista francesa, en Nanga Parbat. Participa en la expedición polaca de invierno al K2. K2 es la única montaña invicta en invierno.